# Лесное (Пушкинский район)
Лесно́е — территориальная зона в городе Пушкине Пушкинского района Санкт-Петербурга. Расположен в 1,5 км северо-восточнее границы с Гатчинским районом Ленинградской области, а также в 3 км от Киевского шоссе. В 2 км северо-восточнее находится Кондакопшино.

## История
Посёлок строился для жителей местного совхоза «Лесное» (фермы Бенуа), переехавшего с Муринского ручья и давшего название посёлку. Он был возведен в 1970-х годах. Все дома, расположенные в нем, имеют адреса: Пушкин, Лесное, дом № …; наименованных улиц нет.
В 2025 году были выданы разрешения на строительство новых жилых домов в Лесном. Утвержденный проект планировки территории предусматривает появление новых улиц. Четыре первых названия для них в 2025 году рекомендовала топонимическая комиссия. Существующее въездное шоссе будет улицей Лесной Фермы, три другие (пока проектные) — Приозёрным проспектом, Родной и Покровской улицами. Сама территориальная зона Лесное перейдет в разряд исторических районов.

## Инфраструктура
На данный момент в Лесном постоянно проживает 3500 человек. В нем есть православная церковь в честь Покрова Божией Матери, неполная средняя школа № 607, спортивная площадка, футбольное поле, хоккейная коробка, почта, мясокомбинат, медпункт, детский сад, три магазина, восемь жилых домов и несколько детских площадок.

## Транспорт
В 2008 году в 1,5 км севернее Лесного была открыта железнодорожная платформа Лесное (ранее носила название 29-й километр).
До посёлка курсируют автобусные маршруты № 150 (от станции метро «Московская») и 188 (от Пушкина).